# 毛叙保
毛叙保（1949年12月—），湖南岳阳人，前政协委员毛致用的儿子。1978年11月加入中国共产党。大专学历。历任中共岳阳县委办公室主任、县委常委；岳阳市对外经济贸易委员会副主任；湖南省对外经济贸易委员会科教处处长；江西省外经贸厅副厅长；湖南省外经贸委副主任；湖南省外经贸厅副厅长、厅长等职。2004年4月任湖南省商务厅厅长。2008年1月退二线，任湖南省人民代表大会财政经济委员会副主任委员。